# CIPP 평가 모형

## 정의
CIPP 평가 모형은 Daniel L.Stufflebeam이 제안한 의사결정지원 평가모형이다.

## 4가지 측면에 대한 평가
1. 상황평가 - '①교육에서의 적정 환경의 규정, ②바람직한 실제적 환경, ③ 학생의 잠재 요구'를 평가
2. 투입평가 - '학교 또는 교수자의 잠재력'을 평가
3. 과정평가 - '상황평가 또는 투입평가의 계획'을 평가
4. 산출평가 - '학생의 성취정도'를 상황, 투입, 과정에 맞춰 평가

## 장점
CIPP 평가모형은 다른 평가모형과는 다르게 교육체제의 전반적인 내용에 대해 평가하므로 교육프로그램 개선에 관한 결정에 도움을 준다.

## 단점
CIPP 평가 모형은 교수자의 판단은 무시하고 의사결정자에게 가치판단권한을 모두 위임한다.

## 같이 보기
- 대니얼 스터플빔
- 교육 평가